# 多布里奇海穹

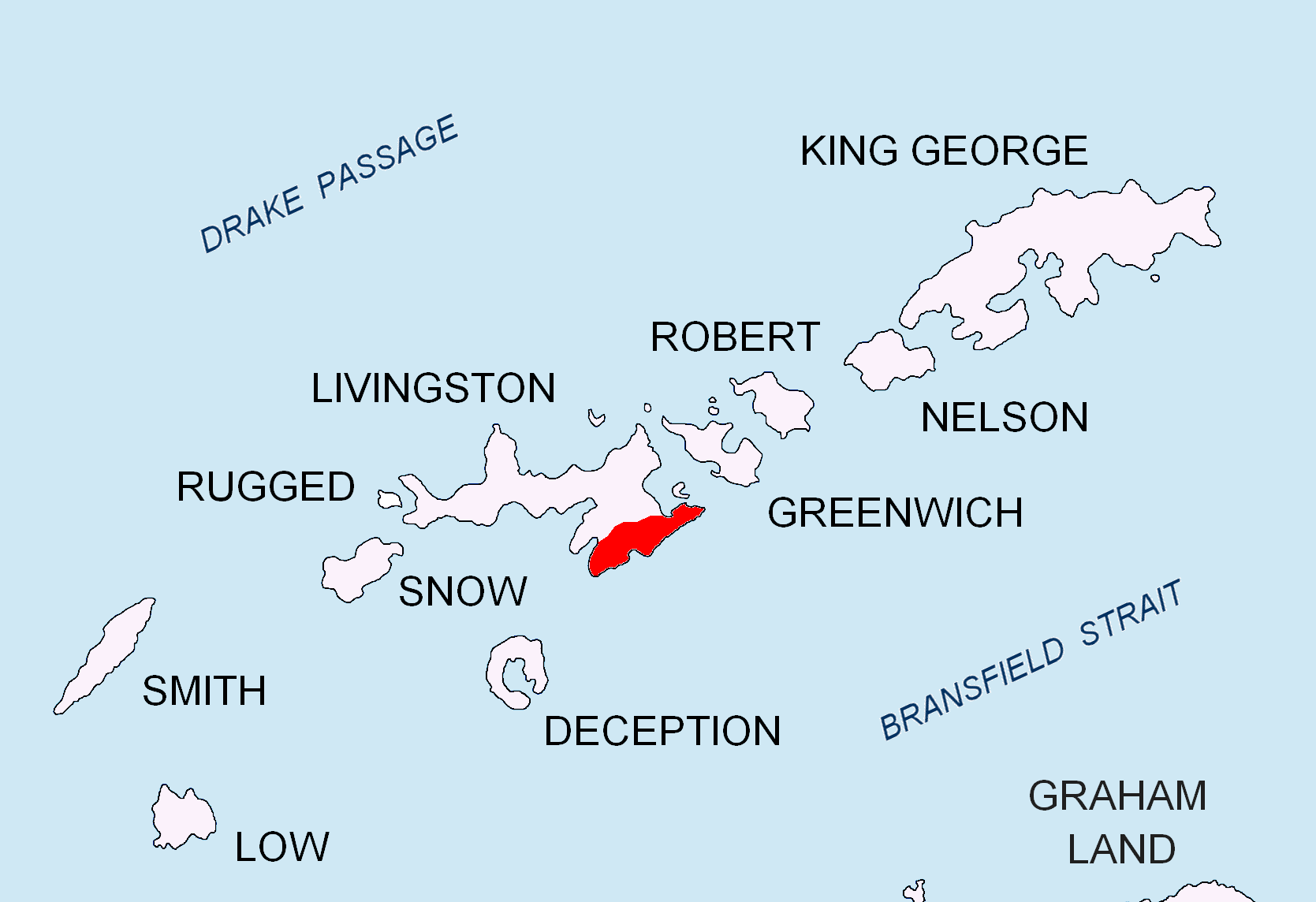

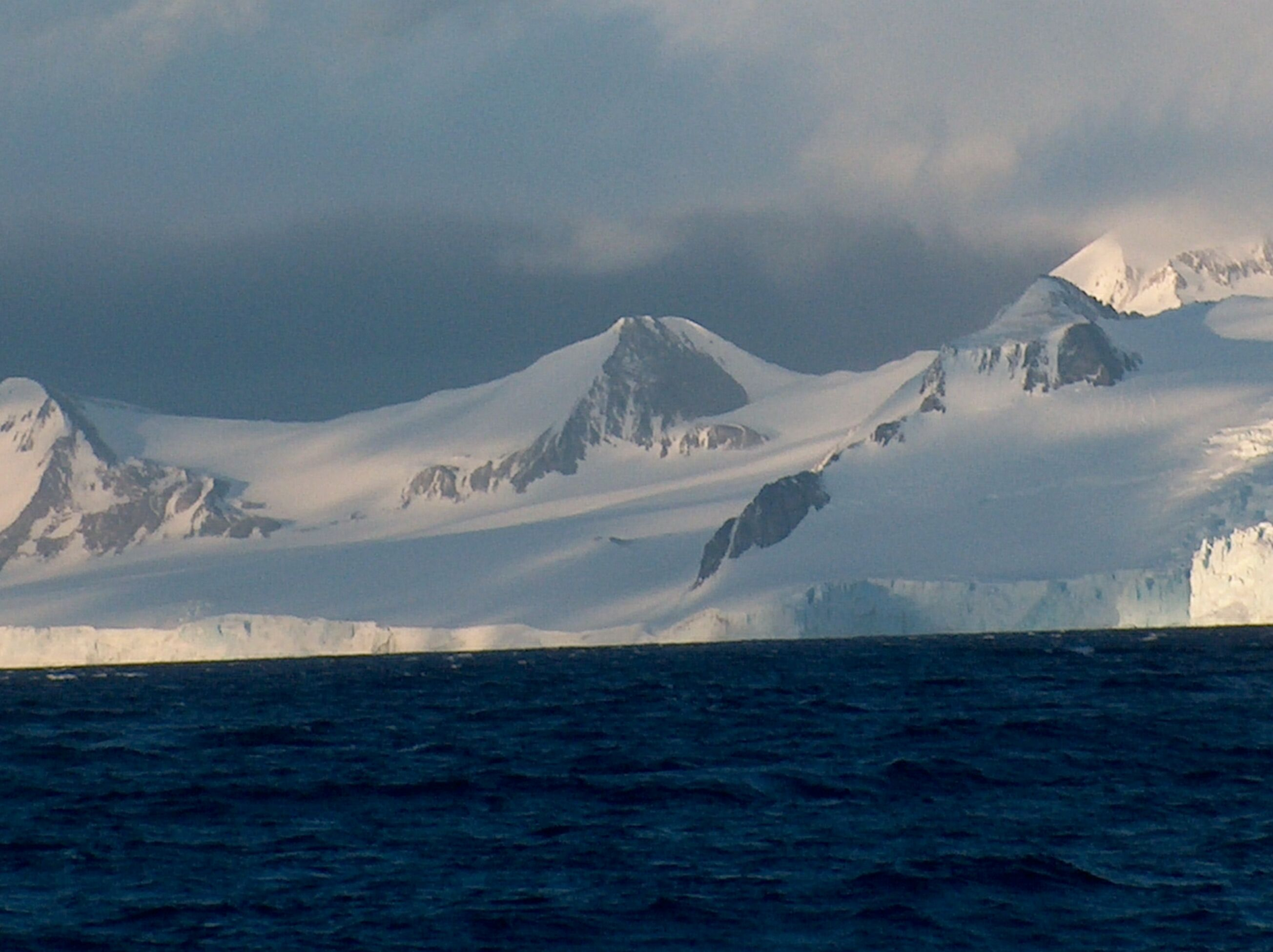

多布里奇海穹（英語：Dobrich Knoll）是南極洲的海穹，位於南設得蘭群島的利文斯頓島東部，處於韋萊卡嶺以南0.74公里和博特夫峰以北0.74公里，海拔高度超過400米，以保加利亞城市命名。

## 外部連結
- SCAR Composite Gazetteer of Antarctica（页面存档备份，存于）.

62°44′56″S 60°18′33.5″W / 62.74889°S 60.309306°W